# زمن محلي (رياضيات)

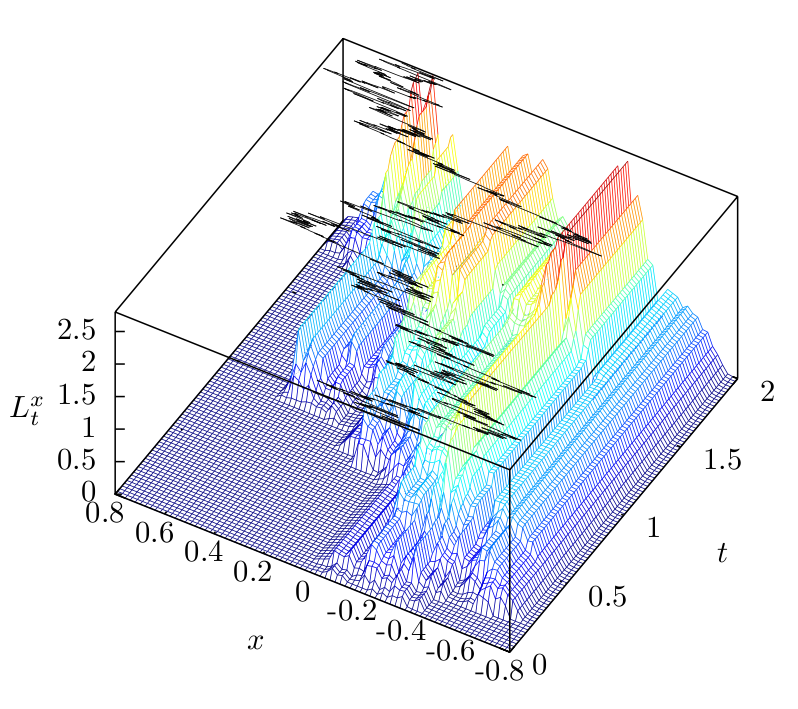
نهج بسيط لعملية ايتو Itō process مع سطح أزمنتها المحلية.

في النظرية الرياضياتية للعمليات العشوائية, يكون الزمن المحلي (بالإنجليزية: local time)‏ هو عبارة عن خاصية لعملية الانتشار مثل الحركة البراونية التي تميز الزمن التي تقضيها الجسيم عند مستوى معين. الزمن المحلي مفيد جداً و تظهر في الغالب في الصيغ التكاملية العشوائية المختلفة إذا كانت الكميّة المتكاملة سلسة بشكل صحيح, مثل ما هو موجود في صيغة تاناكا Tanaka's formula.
رسمياً, تعريف الزمن المحلي هو
{\displaystyle \ell (t,x)=\int _{0}^{t}\delta (x-b(s))\,ds}
حيث أن {\displaystyle b(s)} هي عملية الانتشار و {\displaystyle \delta } هي دالة ديراك دلتا Dirac delta function. و هي فكرة من اختراع باول بيار ليفي Paul Pierre Lévy. الفكرة الأساسية هي أن {\displaystyle \ell (t,x)} هي مقياس (متغير) للمدة التي أستهلكتها {\displaystyle b(s)} عند {\displaystyle x} اعتماداً على الزمن {\displaystyle t}. يمكن أن تُكتب بهذه الصيغة
{\displaystyle \ell (t,x)=\lim _{\epsilon \downarrow 0}{\frac {1}{2\epsilon }}\int _{0}^{t}1\{x-\epsilon <b(s)<x+\epsilon \}ds,}
التي تشرح لماذا تسمى بالزمن المحلي للقيمة {\displaystyle b} عند {\displaystyle x}.